# Oberweningen
Oberweningen ist eine politische Gemeinde des Bezirks Dielsdorf im Unterland des Kantons Zürich in der Schweiz. Der Mundartname ist Oberwenige.

## Wappen
Blasonierung:
In Gold ein Mohrenkopf mit roten Lippen
Das Wappen ist erstmals um 1860 nachgewiesen, über seine Herkunft gibt es keinerlei Aufzeichnungen; vermutet wurde einerseits eine Übernahme des Wappens der Ritter von Mandach, die in Oberweningen Grundbesitz hatten, andererseits auch eine Schöpfung als «sprechendes» Wappen der lokal ansässigen Familie Moor. Die Gemeindeversammlung bestimmte das Motiv am 18. November 1928 zum amtlichen Gemeindewappen.

## Geographie
Oberweningen liegt im Wehntal im Zürcher Unterland.
Das Gemeindegebiet grenzt an Schleinikon, Schöfflisdorf, Boppelsen, Bachs, Regensberg, Steinmaur und Siglistorf AG. Von der Gemeindefläche dienen 32,4 % der Landwirtschaft, Wald bedeckt 56,0 %, und 7,1 % sind Siedlungs- sowie 4,1 % Verkehrsfläche. 0,2 % sind Gewässer und ebenfalls 0,2 % unproduktive Fläche (Stand 2018).
Zur Gemeinde gehört auch die Aussenwacht Wattwil, welche nur über den Kanton Aargau durch eine Strasse von Siglistorf her erschlossen ist.

## Bevölkerung
| Jahr      | 1634 | 1850 | 1900 | 1950 | 1975 | 2000 | 2005 | 2010 | 2015 | 2020 | 2022 |
| --------- | ---- | ---- | ---- | ---- | ---- | ---- | ---- | ---- | ---- | ---- | ---- |
| Einwohner | 116  | 419  | 297  | 325  | 644  | 1293 | 1488 | 1745 | 1796 | 1896 | 1882 |

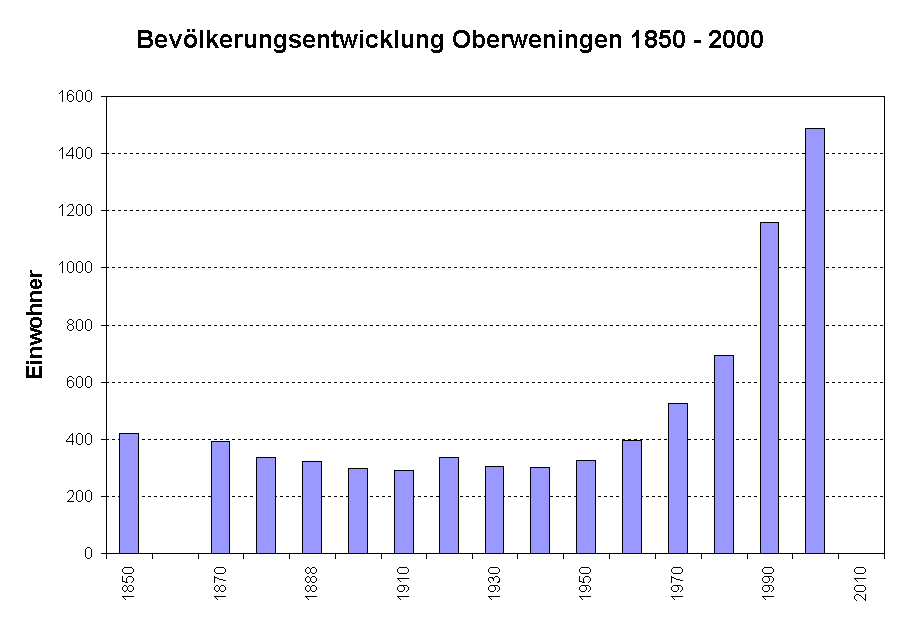
Bevölkerungsentwicklung der Gemeinde Obwerweningen 1850–2000

Am 31. Dezember 2022 waren in der Gemeinde Oberweningen 1883 Einwohner registriert.
Familiennamen aus Oberweningen: Surber, Zöbeli, Duttweiler.

## Politik
Gemeindepräsident ist seit März 2022 Beat Aeschbacher (FDP, Stand Dezember 2023).
Bei der Nationalratswahl 2019 erreichten die Parteien folgende Wähleranteile: SVP 41,91 %, glp 12,43 %, SP 11,85 %, FDP 11,59 %, Grüne 8,64 %, EDU 4,31 %, CVP 3,12 %, EVP 1,72 %, BDP 2,27 % und andere (8) 2,56 %.
Die Wähleranteile bei der Nationalratswahl 2023: SVP 42,41 % (+0,90 %), SP 12,92 % (+1,07 %), glp 11,93 % (−0,50 %), FDP 9,32 % (−2,27 %), Die Mitte 8,4 % (+3,00 %), Grüne 7,17 % (−1,47 %), EDU 2,93 % (−1,39 %), Mass-Voll! 1,34 %, EVP 1,16 % (−0,56 %), Aufrecht Zürich 1,1 %, andere (10) 1,32.

## Geschichte
Um ca. 1800 v. Chr.: Die ersten Einwohner lebten wahrscheinlich am Ende der Steinzeit im Gebiet von Oberweningen. Im Wald auf der Egg wurden Grabhügel gefunden. In der Grabbeigabe befanden sich Schnurkeramiktöpfe. In römischer Zeit stand hier ein Gutshof. Bei Ausgrabungen eines Nebengebäudes an der Hofmauer der Villa Rustica kam im Jahr 2000 im Innern des Anbaus ein ausgedehnter Kiesplatz zutage, in den eine Zufahrtsstrasse einbog. Im Fundmaterial befanden sich zwei Bronzegegenstände: ein stark abgenutzter Schlüsselgriff in Form eines Löwenkopfes und eine 8 cm hohe Bronzebüste der Göttin Minerva. Ihr Gewicht von 315 Gramm entspricht etwa dem römischen Pfund (327,43 g) und lässt vermuten, dass die Figur als Gewichtsstein gedient hatte. Die Bronze lässt auf den möglichen Zweck des Fundortes als Lagerhaus oder Umschlagplatz schliessen. Das Ensemble konnte ins 2. bis 3. Jh. n. Chr. datiert werden.
6. Jahrhundert: Der auf -ingen endende Namen deutet auf eine gegen das Ende der Völkerwanderung von den Alamannen gegründete Siedlung hin. Der Anführer dürfte Wano geheissen haben und hat wahrscheinlich zuerst Niederweningen gegründet. Eine zweite Ansiedlung wurde dann Oberweningen genannt.
1291: Erste urkundliche Erwähnung am 25. Mai von Oberweningen in einem Pergamentbrief der Freiherren von Regensberg. Mit dem Brief wird der Verkauf eines Hofes an das Kloster St. Blasien besiegelt. Der Pergamentbrief wird heute noch im Schweizerischen Landesmuseum aufbewahrt.
1409 kam Oberweningen mit dem übrigen Wehntal unter die Herrschaft der Stadt Zürich.
1524 trat die damalige Bevölkerung wie die anderen Zürcher Unterländer zum reformierten Glauben über.
1554: Eröffnung der ersten Gaststätte im Chlupf.
1798: Im Frühjahr marschierten im Zusammenhang mit den Koalitionskriegen die napoleonischen Truppen ein. Während der Zweiten Schlacht von Zürich gab es auch grössere Truppenaufmärsche im Wehntal. Es folgten bis 1802 Kriegswirren.
1843 wurde die Strasse nach Zürich ausgebaut. Auf Anregung des Pfarrers von Schöfflisdorf wurde die Strasse nicht wie ursprünglich vorgesehen von Sünikon entlang der Lägern nach Schleinikon gebaut, sondern durch Schöfflisdorf und Oberweningen nach Niederweningen. Bereits ein Jahr zuvor fuhr die erste Postkutsche auf der Strecke Zürich–Dielsdorf–Niederweningen durch Oberweningen. In der Gaststätte im Chlupf wurde eine Poststelle eingerichtet.
1891 wurde die Eisenbahnstrecke von Dielsdorf nach Niederweningen eröffnet.
1895: erstes Telefon in der Gaststätte  im Chlupf.
1990: Eröffnung der S-Bahn Zürich. In den darauffolgenden Jahren setzte ein starkes Bevölkerungswachstum ein. Es wurden mehrere Quartiere mit Ein- und Mehrfamilienhäusern gebaut. Der Einfluss der Stadt Zürich ist spürbar stärker geworden.

Luftbild (1971) von Werner Friedli

## Wirtschaft

### Arbeit und Unternehmen
Die Gemeinde Oberweningen bietet Arbeitsplätze für knapp zweihundert Arbeiter aus der näheren Umgebung. Zu den Arbeitgebern gehören Handwerk und Gemüseanbau.

### Verkehr

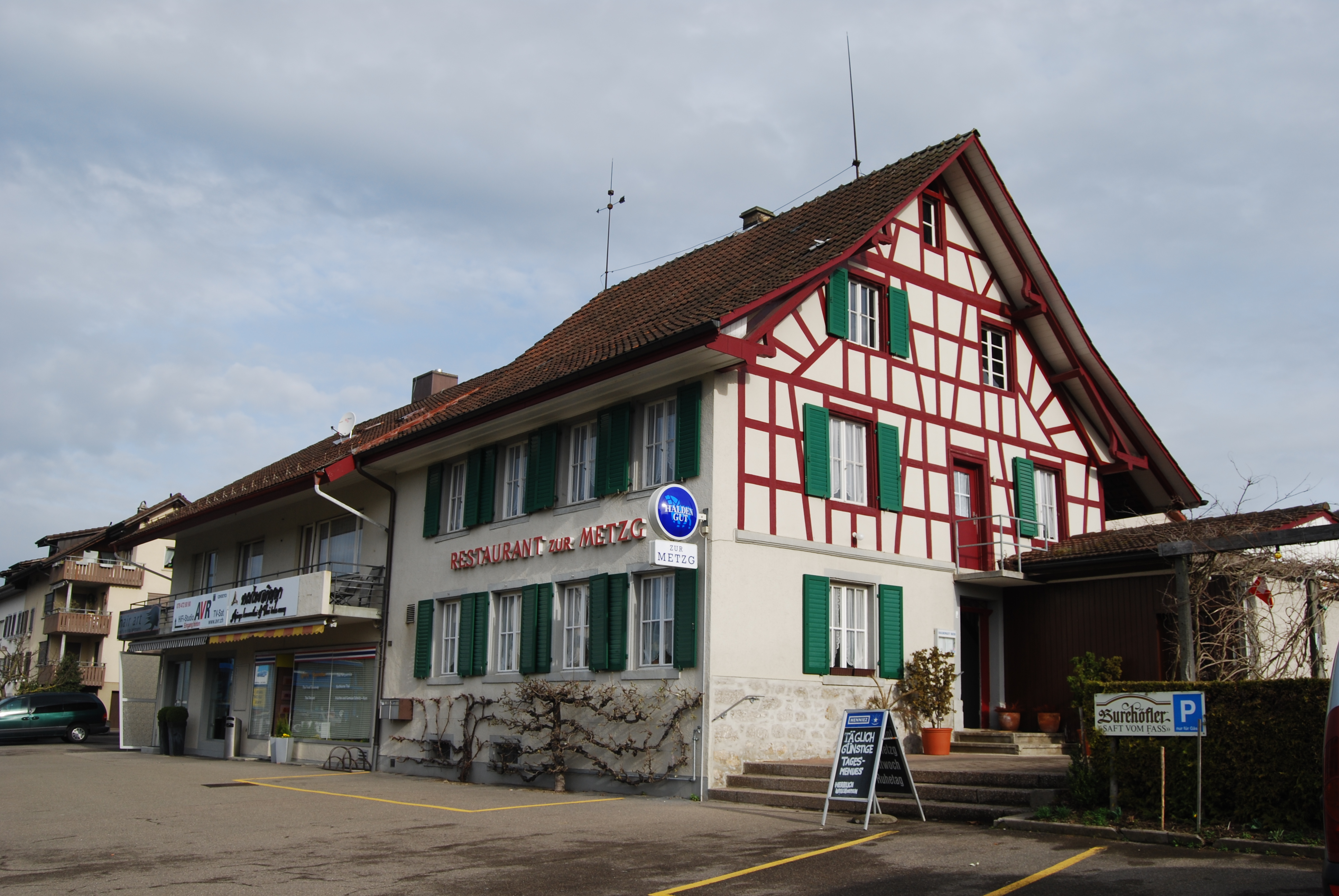
Ehemaliges Restaurant «Metzg» in Oberweningen

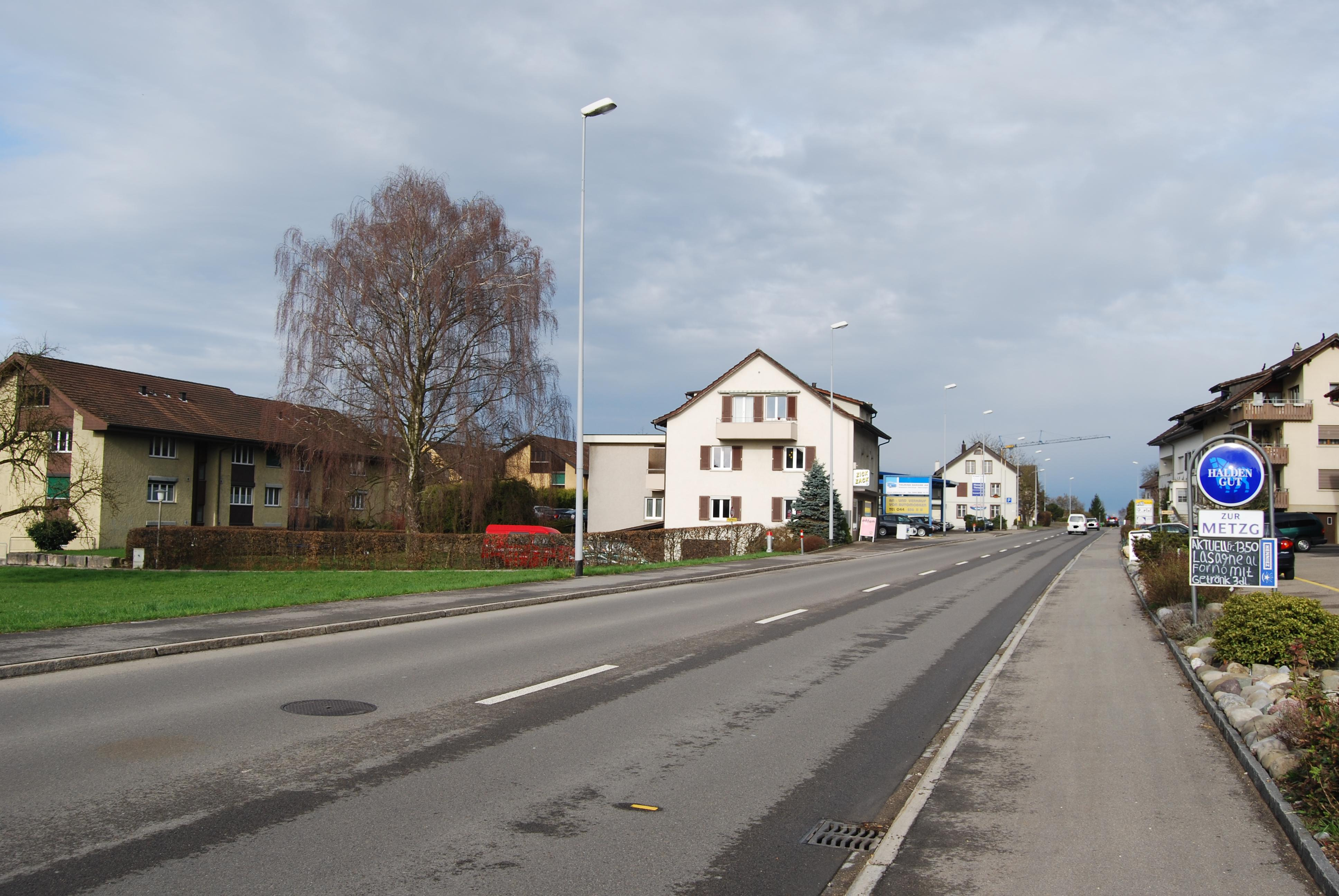
Hauptstrasse 17 in Oberweningen

Oberweningen liegt an der Wehntalbahn (Oberglatt–Niederweningen), die von der S 15 Rapperswil – Uster – Zürich HB – Oberglatt – Niederweningen  befahren wird. Die Züge der S 15 verkehren halbstündlich. Der Bahnhof liegt in der Gemeinde Schöfflisdorf und trägt den Doppelnamen Schöfflisdorf-Oberweningen.
Am Bahnhof Schöfflisdorf-Oberweningen beginnt die Postauto-Buslinie 555 (Schöfflisdorf-Oberweningen-Oberweningen–Schleinikon), bedient die Haltestellen Hüeblistrasse, Rossstall und Kronenweg in Oberweningen und erschliesst die Nachbargemeinde Schleinikon.
Die Hauptstrasse 17 von Zürich nach Döttingen führt durch Oberweningen und heisst auf dem Gemeindegebiet Wehntalerstrasse.